# Tanytarsus nympha
Tanytarsus nympha är en tvåvingeart som först beskrevs av Jean-Jacques Kieffer 1922.  Tanytarsus nympha ingår i släktet Tanytarsus och familjen fjädermyggor.
Artens utbredningsområde är Tyskland. Inga underarter finns listade i Catalogue of Life.